# كأس الاتحاد الإنجليزي 1875–76
كأس الاتحاد الإنجليزي 1875–76 (بالإنجليزية: 1875–76 FA Cup)‏ هو الموسم 5 من  كأس الاتحاد الإنجليزي. الذي يشرف على تنظيمه الاتحاد الإنجليزي لكرة القدم، وكان عدد الأندية المشاركة فيه  32، وفاز فيه Wanderers F.C. ‏.